# Studia i wrażenia
Studia i wrażenia – esej krytycznoliteracki Antoniego Langego opublikowany w 1900 w Warszawie. Był jednym z pierwszych tak obszernych i szczegółowych dzieł określających pokolenie Młodej Polski (choć książka spotkała się ze zdecydowanie mniejszym rozgłosem niż np. Legenda Młodej Polski Stanisława Brzozowskiego). Lange zebrał w nim wiedzę, doświadczenia i własne refleksje z czasów studiów w Paryżu. Kolejne poruszane przez autora zagadnienia to:
- O sztuce,
- Sztuka i natura,
- O twórczości,
- Twórczość i obłęd,
- Poeci o geniuszu,
- Tarde i Nietzsche,
- John Ruskin,
- Estetyka Szyllera,
- Sztuka i logika,
- Bohaterowie,
- Z poezyj ludów dzikich,
- Z dziedziny twórczości ludowej,
- O poezji współczesnej (I, II)